# Lijst van burgemeesters van Heythuysen
Dit is een lijst van burgemeesters van de voormalige Nederlandse gemeente Heythuysen in de provincie Limburg, welke gemeente per 1 januari 2007 is opgegaan in de nieuwe gemeente Leudal.
| Ambtsperiode | Naam burgemeester              | Partij of stroming | Bijzonderheden                                                          |
| ------------ | ------------------------------ | ------------------ | ----------------------------------------------------------------------- |
| 1805 - 1820  | Petrus Thomas Scheijven        |                    |                                                                         |
| 1820 - 1830  | Hubert Constantijn Sijben      |                    |                                                                         |
| 1830 - 1842  | Mathias Raetsen (senior)       |                    |                                                                         |
| 1842 - 1856  | Mathis Godefridus Cuypers      |                    |                                                                         |
| 1857 - 1880  | Mathis Raetsen (junior)        |                    |                                                                         |
| 1880 - 1912  | Joseph Hendrik Janssen van Son |                    |                                                                         |
| 1912 - 1941  | Leo (P.L.H.) Mertens           |                    | Van 1919 tot 1941 en van 1944 tot 1950 tevens burgemeester van Roggel.  |
| 1941 - 1944  | W.H. Collon                    | NSB                | tevens burgemeester van Roggel.                                         |
| 1944 - 1950  | Leo (P.L.H.) Mertens           |                    | Van 1919 tot 1941 en van 1944 tot 1950 tevens burgemeester van Roggel.  |
| 1951 - 1971  | Arnold (A.) Geurts             |                    |                                                                         |
| 1971 - 1989  | Sef (J.J.H.) Hannen            | KVP / CDA          | Deels waarnemend. Van 1967 tot 1989 tevens van burgemeester van Baexem. |
| 1989 - 1991  | Toon (A.L.G.) Steeghs          | CDA                | Waarnemend.                                                             |
| 1991 - 2003  | Irene (I.M.W.) Maks-van Veen   | PvdA               |                                                                         |
| 2002 - 2007  | Joos (J.H.M.O.) Truijen        | CDA                | Waarnemend.                                                             |